# Nationaal park Pendjari
Het nationaal park Pendjari is een 2755 km² groot nationaal park in Benin in West-Afrika. Het maakt onderdeel uit van W-Arly-Pendjari Complex dat zich uitstrekt over drie landen: Niger, Benin en Burkina Faso. Het gebied werd tijdens de 20e sessie van de Commissie voor het Werelderfgoed in de zomer van 1996 erkend als natuurlijk werelderfgoed en toegevoegd aan de UNESCO werelderfgoedlijst. 
Het park is een  toevluchtsoord voor een aantal van de laatste grotere kuddes van West-Afrikaanse olifanten, maar ook aardvarkens, bavianen, kafferbuffels, caracallen, cheetahs, nijlpaarden, Afrikaanse luipaarden, leeuwen, servals en knobbelzwijnen komen in het park voor.
Het park is een mengeling van savanne, drasland en bos. Het is genoemd naar de Pendjari, de rivier die het park langs drie zijden omsluit. Het park ligt in het noordwestelijke departement Atacora.